# Pleurotus lilaceilentus
Pleurotus lilaceilentus är en svampart som beskrevs av Corner 1981. Pleurotus lilaceilentus ingår i släktet Pleurotus och familjen musslingar.   Inga underarter finns listade i Catalogue of Life.